# アフター・アワーズ (ヴェルヴェット・アンダーグラウンドの曲)
「アフター・アワーズ」（原題：After Hours）は、ヴェルヴェット・アンダーグラウンドが1969年に発表した楽曲。3作目のアルバム『ヴェルヴェット・アンダーグラウンド』に収録。モーリン・タッカーがリード・ボーカルをとっていることで知られる。
作者のルー・リードは「あまりに無垢で純粋すぎる曲だったから自分では歌えなかった」と述べている。演奏はルー・リードのアコースティック・ギターとダグ・ユールのベースのみ。

## 別バージョン
- 『ヴェルヴェット・アンダーグラウンド - 45周年記念盤 スーパー・デラックス・エディション』（2014年11月24日発売）[2][3]

「The Closet Mix」バージョン、「モノ・ミックス」バージョン、ライブ・バージョン（マトリックス、1969年11月26日、27日）が収められている。
- 『ザ・コンプリート・マトリックス・テープズ』（2015年11月20日発売）[4][5]

1969年11月26日、27日にサンフランシスコのマトリックスで行われたライブ・バージョンが2種類収められている。
- 『ライヴ・アット・マクシズ・カンサス・シティ』（1972年5月30日発売）

1970年8月23日にニューヨークで行われたライブ・バージョン。演奏メンバーは、ルー・リード（ギター、ボーカル）、スターリング・モリソン（ギター）、ダグ・ユール（ベース、ボーカル）、ビル・ユール（ドラム）。
- 『ライヴ1993』（1993年10月26日発売）

1993年6月にパリで行われたライブ・バージョン。再結成コンサートであるため、オリジナルどおりモーリン・タッカーが歌っている。

## 主なカバー・バージョン
- R.E.M. - アルバム『グリーン』発表時の1989年のツアーで演奏。ライブ音源が1990年9月発売のビデオ『Tourfilm』や1991年のシングル「Losing My Religion」などに収録された[6]。
- アンソニー・キーディス&ジョン・フルシアンテ - 1991年にオランダの放送局からインタビューを受けた際、ボートの上で演奏した。
- モーリン・タッカー - 2002年のシングル。「アイム・スティッキング・ウィズ・ユー」とのカップリングで発表した。同曲はタッカーが歌ったヴェルヴェッツの未発表の楽曲で、1985年2月に出たアウトテイクのアルバム『VU』に収録されている。
- ライロ・カイリー - 2002年のシングル。
- ザ・ギャミッツ - 2006年のアルバム『Golden Sometimes』に収録。
- ベイビーシャンブルズ -2013年のアルバム『Sequel to the Prequel』のボーナス・ディスクに収録。